# Stankawa (Dsjarschynsk)
Stankawa (belarussisch Станькава), auch Stankowo (russisch Станьково), ist eine belarussische Kleinstadt im Rajon Dsjarschynsk in der Minskaja Woblasz.
Erstmals urkundlich erwähnt wurde Stankawa im 15. Jahrhundert. 1858 wurde die orthodoxe Kirche gebaut; in die gleiche Zeit fällt der Bau der Schlossresidenz des Grafen Czapski, welcher bis heute erhalten ist. Während des Zweiten Weltkriegs war Stankawa wie auch andere Dörfer in der Umgebung von Minsk Schauplatz von Guerilla-Kämpfen zwischen sowjetischen Partisanen und deutschen Besatzungstruppen. Der bekannteste lokale Partisan, Marat Kasej, fiel 1944 bei Kämpfen im Alter von nur 14 Jahren und wurde postum als Held der Sowjetunion ausgezeichnet. Nach Kriegsende erfolgte der Wiederaufbau in stalinistischem Stil.
Am 5. Juni 2008 unterzeichnete Staatspräsident Aljaksandr Lukaschenka ein Dekret zum Bau eines Ökotourismus-Zentrums in Stankawa. Im Rahmen des nationalen Tourismusentwicklungsprogramms werden 1,5 Millionen Belarussische Rubel zur Verfügung gestellt. Das Gebiet soll aus vier Bereichen bestehen und neben mehreren Museen, zoologischen Gärten und Sportanlagen auch Exponate aus dem nationalen Weltkriegsmuseum in Minsk beherbergen. Die Bauarbeiten haben im Februar 2009 begonnen; die Eröffnung des Zentrums ist für 2011 vorgesehen.

## Söhne und Töchter der Stadt
- Emeryk Hutten-Czapski (1828–1897), polnischer Numismat
- Ariadna Iwanawna Kasej (1928–2008), belarussische Partisanin, Heldin der Sowjetunion
- Marat Iwanawitsch Kasej (1929–1944), belarussischer Partisan, Held der Sowjetunion